# 第一代基奇纳伯爵赫伯特·基奇纳

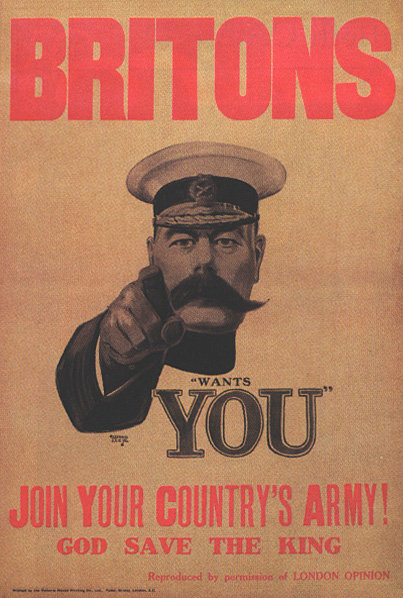
绘有基奇纳伯爵的征兵海报

第一代基奇纳伯爵霍雷肖·赫伯特·基奇纳，KG，KP，GCB，OM，GCSI，GCMG，GCIE，ADC，PC（1850年6月24日—1916年6月5日），生于英國爱尔兰，英国陆军元帅，参与多场英国殖民战争，第一次世界大战初期中心人物，1916年6月5日因船觸雷溺亡。

## 所獲勳章
- 嘉德勳章（英語：Most Noble Order of the Garter）
- 聖派屈克勳章（英語：Most Illustrious Order of Saint Patrick）
- 巴斯勳章（英語：The Most Honourable Order of the Bath）
- 功績勳章（英語：Order of Merit）
- 印度之星勳章（英语：Order of the Star of India）
- 聖米迦勒及聖喬治勳章（英語：The Most Distinguished Order of Saint Michael and Saint George）
- 印度帝國勳章（英语：Order of the Indian Empire）

嘉德勳章
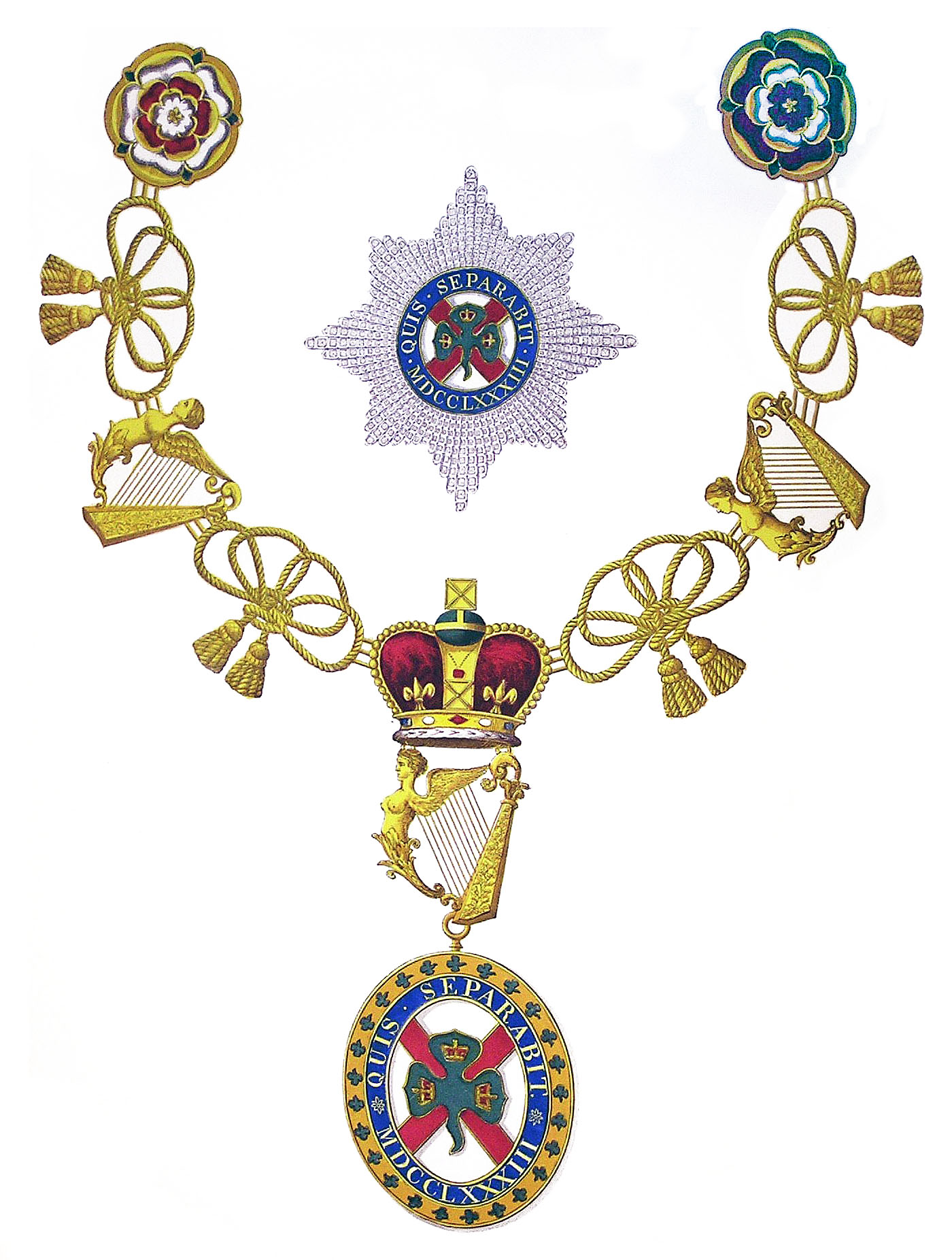
聖派屈克勳章
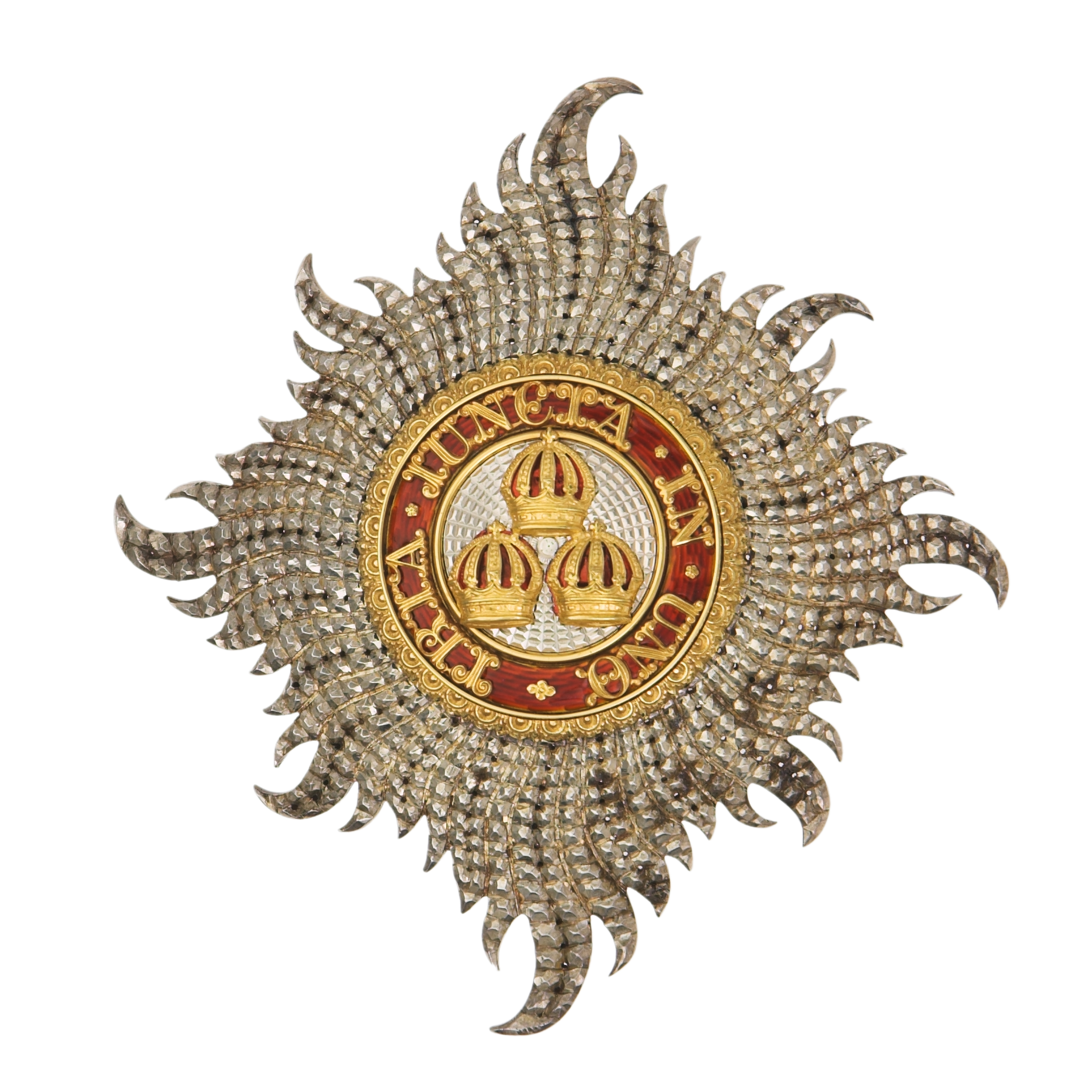
巴斯勳章
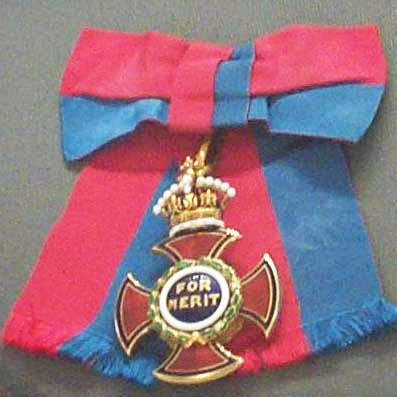
功績勳章
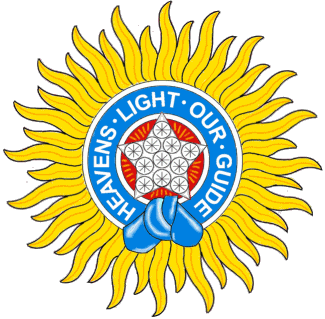
印度之星勳章（英语：Order of the Star of India）
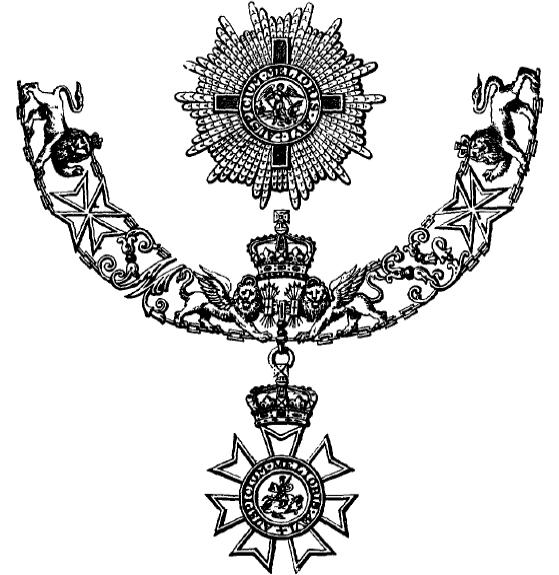
聖米迦勒及聖喬治勳章
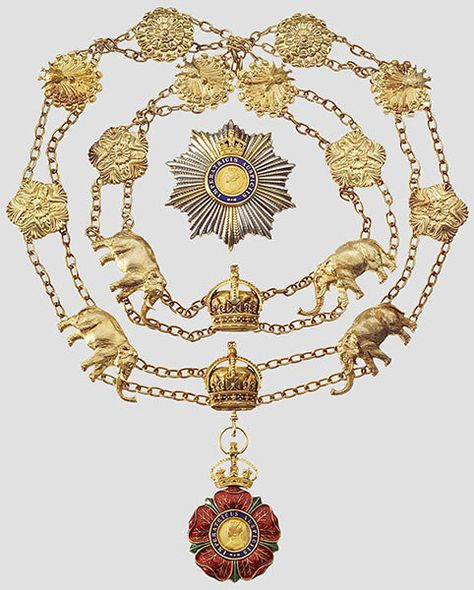
印度帝國勳章（英语：Order of the Indian Empire）